# Patrulla Águila
Patrulla Águila – reprezentacyjny zespół akrobacyjny Sił Powietrznych Hiszpanii powstały 4 lipca 1985 w bazie lotniczej San Javier w której zespół bazuje do dziś. Od swoich początków wykorzystuje on samoloty szkolne CASA C-101 pomalowane w barwy zespołu. Na stałe zespół prezentuje się w składzie 7 samolotów + solista.

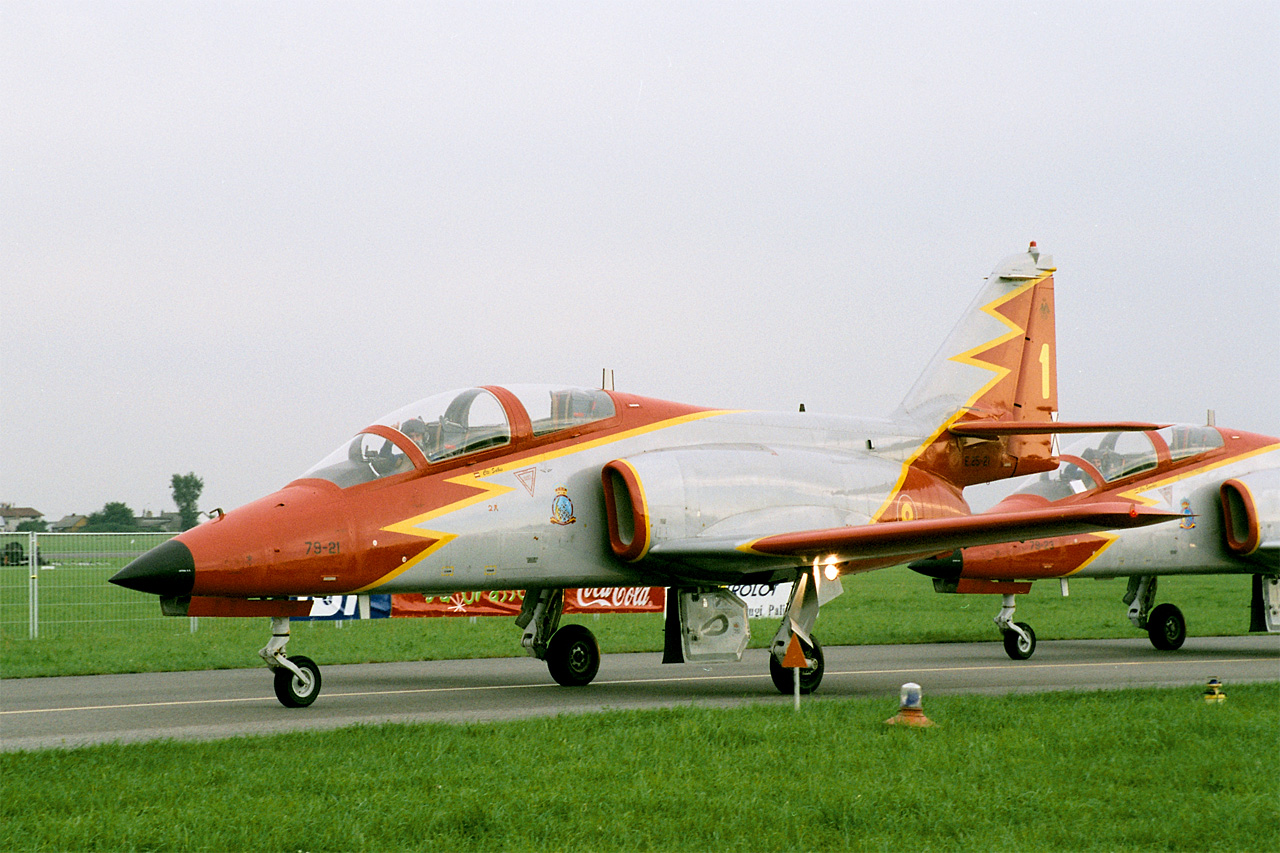
CASA C-101 w barwach Patrulla Águila